# Laguna Taraira
La laguna Taraira est un lac situé en Colombie, dans l'extrême sud-est du département de Vaupés, à la limite du département d'Amazonas et du Brésil.

## Géographie
La laguna Taraira est située dans la municipalité de Taraira, où elle s'étend sur 5,5 km2. 
De forme incurvée, la laguna Taraira est un bras mort du río Apaporís.